# پورتو ریکو (کاکئتا)
پورتو ریکو (کاکئتا) (به اسپانیایی: Puerto Rico, Caquetá) یک سکونتگاه مسکونی در کلمبیا است که در بخش کاکئتا واقع شده‌است.